# Club Deportivo Iberia
El Club Deportivo Remo Iberia es un club de remo ubicado en Sestao. Durante la década de 1950 tuvo sus mayores triunfos, como dos banderas de la Concha en 1954 y 1959 y varios títulos de Campeón de España de bateles y trainerillas.

## Historia

### Primera época
El club se fundó en 1944 en el barrio de La Iberia de Sestao. Al año siguiente de su fundación se proclamó Campeón de España de bateles, repitiendo triunfo en 1946. A partir de entonces encadenó una década larga de éxitos en los campeonatos nacionales de bateles, trainerillas y traineras con un total de seis títulos, el último de ellos en 1955, en la primera de dichas modalidades, y cuatro, entre 1950 y 1961, en la de trainerillas. En traineras logró seis subcampeonatos nacionales entre 1955 y 1966, dos Banderas de la Concha en San Sebastián, en 1954 y 1959, y dos Copas del Generalísimo, en 1953 y 1954, en La Coruña.

### Trayectoria reciente
A pesar de que se anunció su presencia en la liga ARC en 2011, el club no pudo completar la trainera. En 2014 y tras varias temporadas sin sacar trainera al agua, se fusionaron con Castreña para competir en la ARC-2. Al año siguiente completaron la tripulación en solitario, repitiendo el 14.º puesto obtenido el año anterior. En 2016 ascendió hasta el 11.º puesto.

## Resultados
| Año  | Liga       | C.Esp | Concha | C.PV | C. Viz | Trainera   | Entrenador | Patrón |
| ---- | ---------- | ----- | ------ | ---- | ------ | ---------- | ---------- | ------ |
| 2014 | ARC 2: 14º | -     | -      | -    | -      | Hojalatera |            |        |
| 2015 | ARC 2: 14º | -     | -      | -    | -      | Hojalatera |            |        |
| 2016 | ARC 2: 11º | -     | -      | -    | -      | Hojalatera |            |        |
| 2017 | ARC 2: 17º | -     | -      | -    | -      | Hojalatera |            |        |